# Tubulanus rhabdotus
Tubulanus rhabdotus är en djurart som tillhör fylumet slemmaskar, och som beskrevs av Corrêa 1954. Tubulanus rhabdotus ingår i släktet Tubulanus och familjen Tubulanidae. Inga underarter finns listade i Catalogue of Life.